# ديفيد مارتينيز (لاعب كرة قاعدة)
ديفيد مارتينيز (بالإسبانية: David José Martínez)‏ هو لاعب كرة قاعدة فنزويلي، ولد في 4 أغسطس 1987 في كومانا في فنزويلا.

## وصلات خارجية
- ديفيد مارتينيز على موقع دوري كرة القاعدة الرئيسي (الإنجليزية)
- ديفيد مارتينيز على موقعبيزبول رفرنس.كوم (الدوري الرئيسي) (الإنجليزية)
- ديفيد مارتينيز على موقعبيزبول رفرنس.كوم (الدوري الثانوي) (الإنجليزية)
- ديفيد مارتينيز على موقع إي إس بي إن.كوم (أم.أل.بي) (الإنجليزية)
- ديفيد مارتينيز على موقع مشجعي الرسوم البيانية (الإنجليزية)